# Nina Hasvoll
Nina Hasvoll, auch Nina Hasvold, geborene Nina Hackel (* 1. Januar 1910 in Sankt Petersburg, Russisches Kaiserreich; † 19. Dezember 1999), war eine norwegische Psychoanalytikerin.

## Leben und Werk
Hasvoll wurde als Nina Hackel in St. Petersburg geboren und emigrierte 1918 mit ihrer Familie wegen der Russischen Revolution nach Deutschland. Sie besuchte in Berlin das Sozialpädagogische Seminar des Vereins Jugendheim in Berlin-Charlottenburg und von 1931 bis 1936 absolvierte sie eine Ausbildung am Berliner Psychoanalytischen Institut. Sie ging zu Adelheid Fuchs-Kamp in die Analyse und nahm wie Nic Waal an dem von Otto Fenichel und Harald Schultz-Hencke geleiteten „Kinderseminar“ teil, wo sich jüngere Analytiker zu ungezwungeneren Diskussionen trafen.
Hasvoll floh vor den Nationalsozialisten nach Frankreich und emigrierte 1936 nach Norwegen, wo sie in Oslo bei Nic Waal eine Charakteranalyse-Ausbildung machte und dem Kreis um Wilhelm Reich angehörte. Sie war ebenfalls ein jüdischer Flüchtling, erhielt aber eine Aufenthaltserlaubnis in Norwegen durch ihre Heirat mit dem Journalisten Bertold Hasvoll, von dem sie 1943 wieder geschieden wurde.

## Leitung eines Kinderheims in Norwegen und Schweden
Hasvoll übernahm 1938 in Oslo die Leitung eines von der jüdischen Gemeinde eingerichteten Kinderheims, das jüdische Kinder aus Österreich und Prag aufgenommen hatte. Als nach der Besetzung Norwegens die organisierte Verfolgung der Juden begann, hatte Hasvoll die Notwendigkeit einer Flucht nach Schweden vorhergesehen und gemeinsam mit Helfern vorbereitet. Die Flucht der Kinder des jüdischen Kinderheims im Jahr 1942 gelang in zwei Gruppen mit Hilfe von Waal und Martin Solvang, die die Kinder mit ihren Autos in die Nähe der Grenze brachten, von wo ortskundige Personen sie zu Fuß durch die schneebedeckte und unwegsame Landschaft zur schwedischen Grenze begleiteten. Nach der Ankunft in Schweden wurden die Kinder mit Hilfe der Jüdischen Gemeinde in Göteborg in einer Villa in der Stadt Alingsås untergebracht. Unterstützt von zwei norwegischen Haushaltshelferinnen führte Hasvoll dort das Heim unter dem Namen Engabo Kinderheim weiter.

Eine vereinfachte Darstellung der Medaille, die den Gerechten unter den Völkern verliehen wurde

Eines der geretteten Kinder war der norwegische Arzt Berthold Grünfeld, dessen Tochter, die Filmemacherin Nina Grünfeld, den Dokumentarfilm Ninas barn von dieser Rettungsaktion erstellte.
Am 20. März 2006 hat die Gedenkstätte Yad Vashem Nina Hasvoll, Nic Waal, Martin Solvang, Gerda Tanberg, Ola Rauken und Ola Breisjoberget als Gerechte unter den Völkern geehrt.
Hasvoll zog nach Kriegesende mit ihrem aus Deutschland emigrierten Ehemann Peter Meyer, den sie in Schweden kennengelernt hatte, nach Dänemark.
Sie wurde 1951 als außerordentliches Mitglied in die Dansk-Norsk Psykoanalytiska Förening aufgenommen und praktizierte als Psychoanalytikerin in Kopenhagen.